# Patriofelis
Aelurotherium, Limnofelis, Oreocyon
Genre
Synonymes
- †Aelurotherium Adams 1896,
- †Limnofelis Marsh 1872,
- †Oreocyon Marsh 1872

Espèces de rang inférieur
- † Patriofelis ferox Marsh, 1872
- † Patriofelis leidyanus Osborn et Wortman 1892
- † Patriofelis ulta Leidy, 1872, espèce type

Patriofelis est un  genre fossile de grands mammifères carnivores créodontes de la famille également éteinte des oxyaenidés et de la sous-famille des oxyaeninés. Il a vécu en Amérique du Nord au cours de l'Éocène, durant le Bridgérien (étage régional nord-américain basé sur les mammifères terrestres), correspondant à la limite Yprésien-Lutétien de la nomenclature stratigraphique internationale, soit il y a environ 48 Ma (millions d'années).

## Découverte

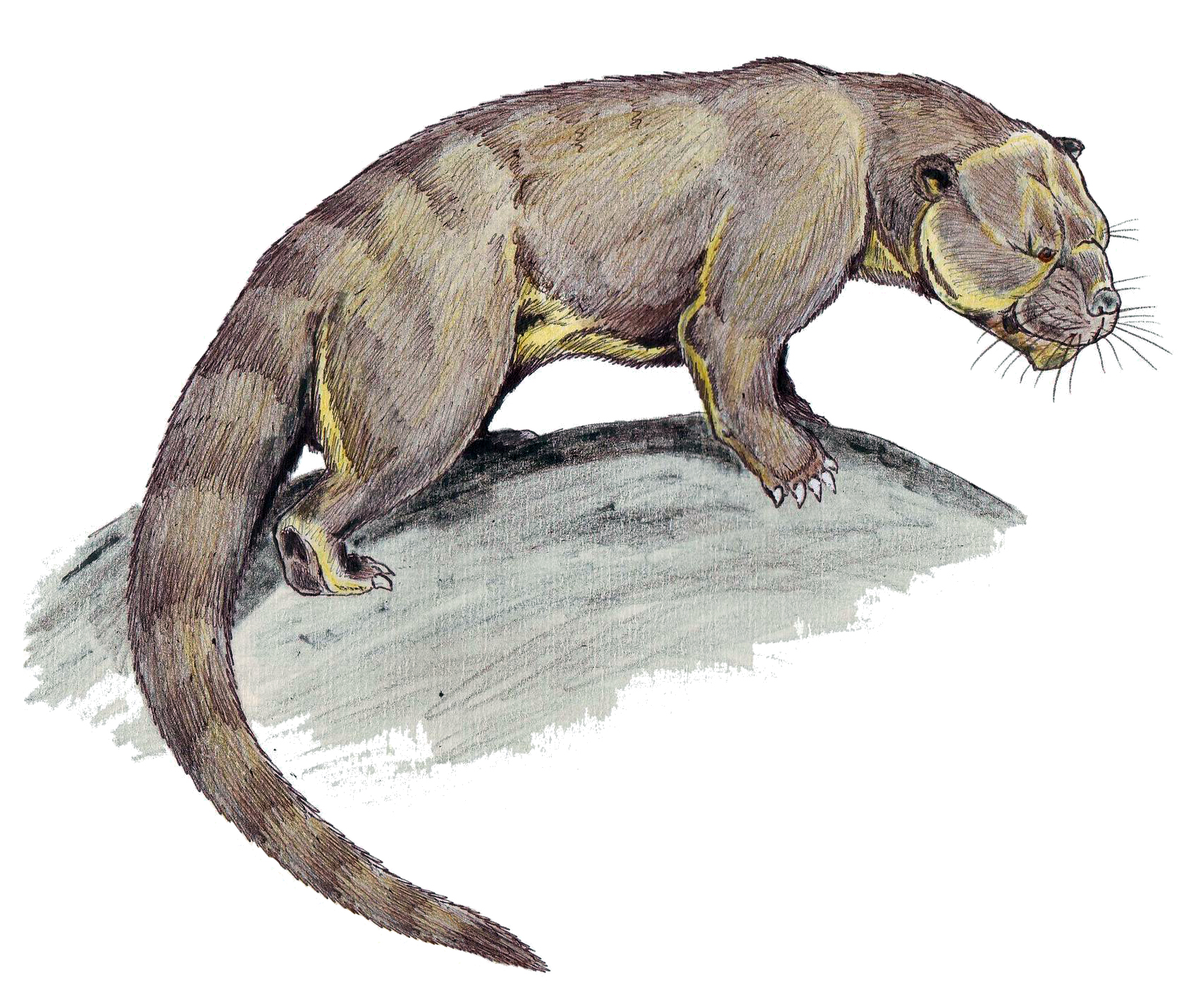
Vue d'artiste de Patriolfelis ferox.

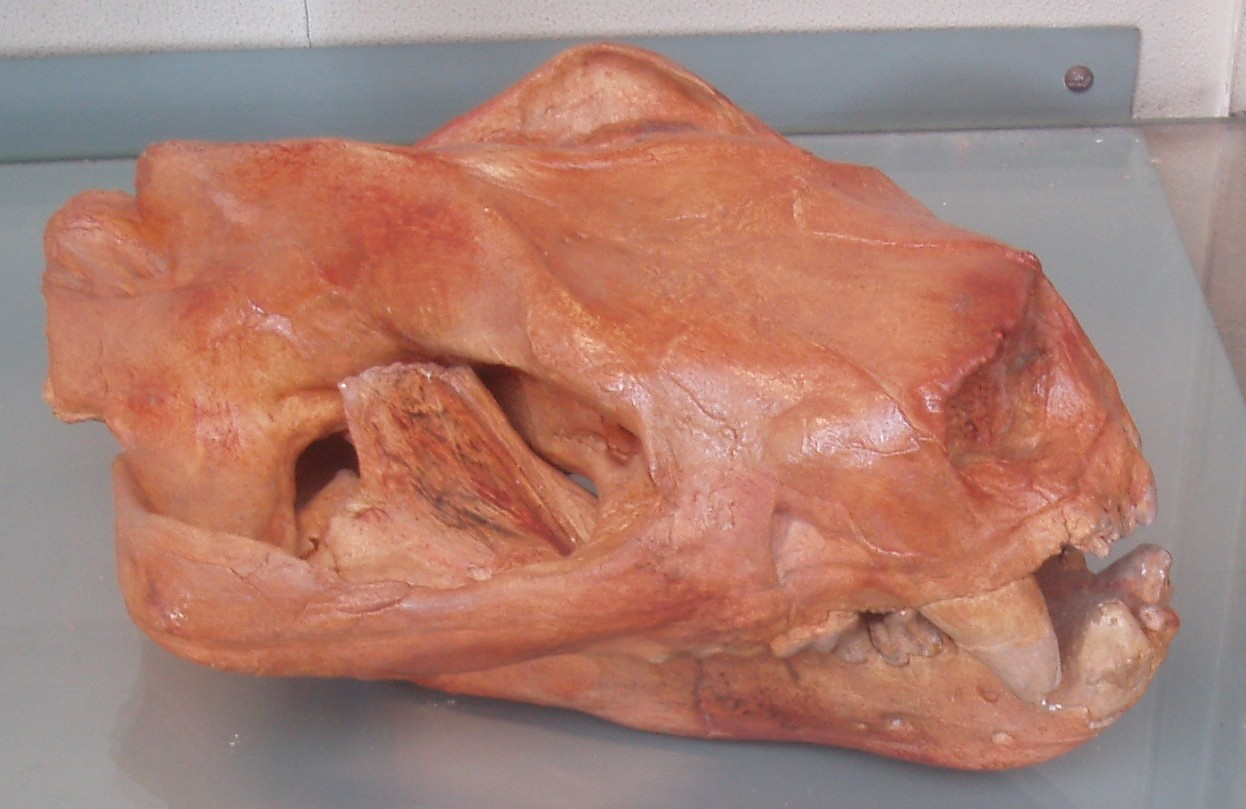
Crâne de Patriofelis ulta au Muséum national d'Histoire naturelle, Paris.

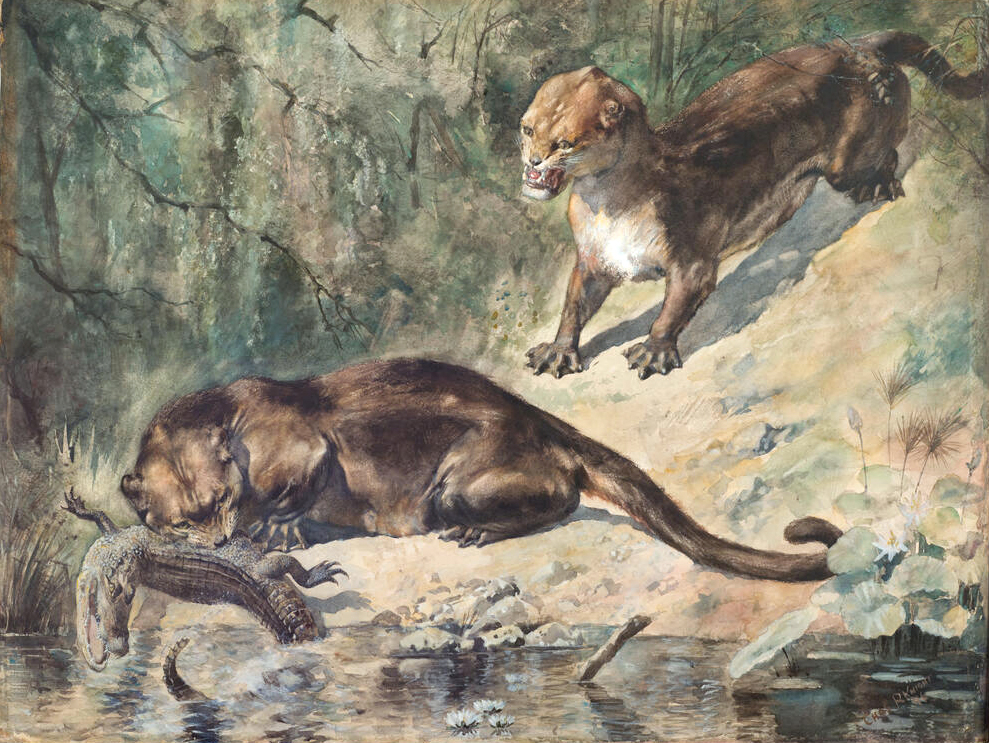
Ancienne vue d'artiste de Patriolfelis par Charles R. Knight.

Ses fossiles sont connus dans trois états des États-Unis, dans la formation géologique de Bridger dans le Wyoming et sur les sites fossilifères du John Day Fossil Beds National Monument dans l'Oregon et au Colorado sur le site Box Canyon dans la formation Huerfano du Bridgerien.

## Description
Patriofelis avait une longueur, hors queue, entre 1,20 et 1,80 mètre et près de 2,50 mètres avec la queue. Sa masse était de 40 à 90 kg, une corpulence comparable à celle du cougar actuel. 
Son crâne est assez massif, d'une longueur d'environ 25 centimètres. La région occipitale est caractérisée par de grandes crêtes pour l'insertion des muscles. De même les arcs zygomatiques étaient particulièrement puissants et élargis. La mâchoire est courte et puissante avec des incisives réduites, tandis que les canines sont très grandes et massives, les prémolaires supérieures avaient un denticule interne remarquable. La troisième molaire supérieure a disparu. La carnassière supérieure a la forme d’une lame coupante, tandis que l'inférieure est dépourvue de métaconide et comporte un talonide rudimentaire.
Patriofelis était l’un des plus grands oxyaenidés et probablement l’un des plus spécialisés. Ses plus proches parents étaient Oxyaena, Malfelis et le gigantesque Sarkastodon.

## Paléoécologie
Patriofelis devait être un prédateur très efficace, son crâne court était doté de dents solides, aptes à casser des os et à mâcher la viande. Malgré cette caractéristique, plutôt associée aux carnivores charognards, il devait être un prédateur actif. En effet,  son squelette semble être construit pour permettre à l’animal de grimper aux arbres. Ce n'était pas un coureur rapide, mais plutôt adapté à une chasse en embuscade. Les larges pattes de Patriofelis pourraient indiquer que cet animal était apte à marcher sur des sols meubles, tels que les rives de rivières (comme le confirmeraient les gisements dans lesquels ses fossiles ont été trouvés, à savoir des bassins fluviaux et des plaines d'inondation). Certains spécialistes ont émis l’hypothèse que Patriofelis était un bon nageur, grâce à ses pattes courtes et ses doigts bien séparés. La forme de l'humérus et de la main suggère également que cet animal pourrait être capable de creuser des terriers, ce qui parait pourtant a priori peu probable compte tenu de la grande taille de l'animal.